# خسوف القمر سبتمبر 2024

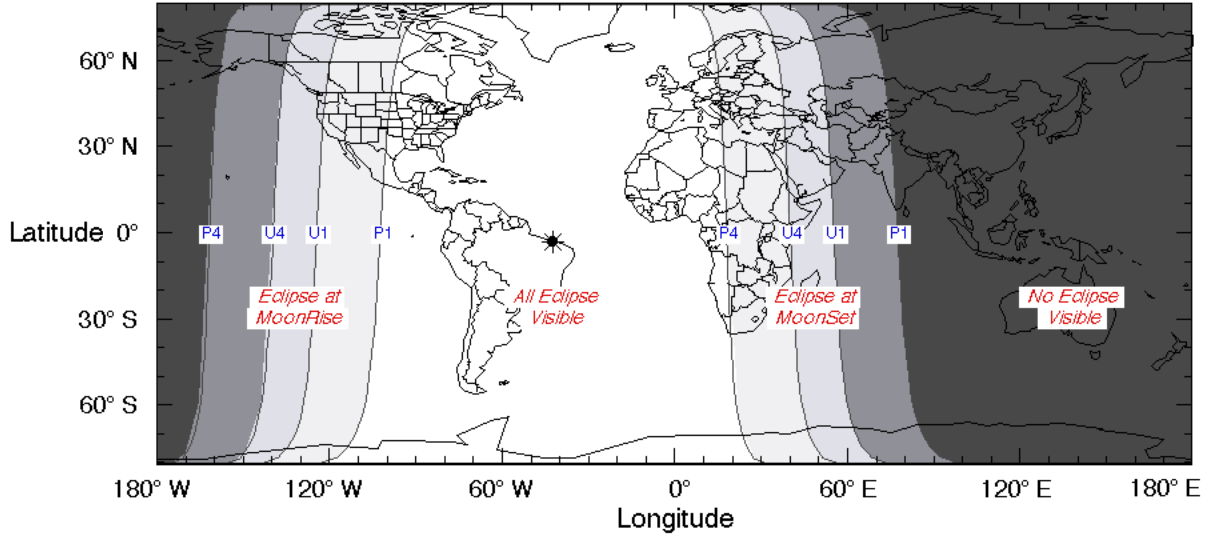
رؤية خسوف القمر 2024-09-18.

خسوف قمر 2024 سيكون خسوف جزئي وسيتواجد في المنطقة العربية وهذا الخسوف سيبدا في الساعة 03:41:00 وذروة الخسوف في الساعة 05:44:00 ونهايته في الساعة 07:47:00 ويمكنك البحث عن خسوف القمر 2025  ومدة هذا الخسوف أربع ساعات وستة دقائق lunar eclipse